# Corps euclidien
Ne doit pas être confondu avec Anneau euclidien.
En algèbre, un corps euclidien est un corps totalement ordonné dans lequel tout élément positif est un carré.

## Propriétés
- Un corps K est euclidien si et seulement s'il est pythagoricien et s'il existe sur K un unique ordre (total et compatible)[1].
- Si E/F est une extension finie et si le corps E est euclidien, alors F aussi (c'est une conséquence du théorème de Diller-Dress)[2].

## Exemples
- Un corps K est réel clos (comme le corps ℝ des réels, le sous-corps ℝ∩ℚ des réels algébriques, ou tout surcorps hyperréel) si et seulement si K est euclidien et K(√–1) est algébriquement clos.
- Le « plus petit » corps euclidien est le corps des nombres constructibles[3] : c'est la clôture euclidienne de ℚ.

## Contre-exemples
- Aucun corps de nombres n'est euclidien, ni même pythagoricien.
- Aucun corps quadratiquement clos (en particulier aucun corps algébriquement clos) n'est euclidien, ni même formellement réel (c'est-à-dire pourvu d'un ordre total compatible).

## Clôture euclidienne
Soit K un corps ordonné. Une clôture euclidienne de K est un corps euclidien contenant K et minimal pour cette propriété. Les clôtures euclidiennes de K sont les sous-corps de codimension 2 de sa clôture quadratique K2 et sont isomorphes (en tant que corps ordonnés), ; ce sont aussi les intersections de K2 avec les clôtures réelles de K, ou encore, les extensions de corps ordonné de K maximales parmi les sous-corps de K2.
Pour toute partie non vide M de ℝ, la clôture euclidienne du corps ℚ(M) engendré par M est l'ensemble des longueurs constructibles à la règle et au compas à partir de celles appartenant à M. La clôture euclidienne d'un sous-corps K de ℝ est la réunion de tous les corps obtenus à partir de K par une tour d'extensions quadratiques réelles.